# Comitato consultivo permanente per il diritto d'autore
Il Comitato consultivo permanente per il diritto d'autore è, in Italia, un organo consultivo previsto dall'art.190 della legge 22 aprile 1941, n.633 (Legge sul diritto d'autore). Ad esso è dedicato l'intero titolo VII di detta legge La dizione originale del testo della legge rifletteva il periodo storico in cui era stato emanato inquadrato nelle norme corporative allora vigenti e con un ampio ruolo per il Ministro per la cultura popolare.

## Il passaggio alla Presidenza del Consiglio
Soppresso il Ministero per la Cultura popolare, il Comitato è passato nell'ambito della Presidenza del consiglio, anche dopo l'istituzione del Ministero del Turismo e dello Spettacolo (L. 31 luglio 1959, n. 617, art. 7).
Con la caduta del sistema corporativo il Comitato, depurato dei collegamenti istituzionali con gli organi corporativi, è rimasto in funzione, in quanto l'amministrazione statale attraverso l'apporto di tale comitato riesce ad avere l'apporto di molteplici professionalità.

## Ministero per i beni e le attività culturali
L'art. 10 del D.L.vo n. 303/99 ha trasferito le competenze relative al diritto d'autore e la disciplina della proprietà letteraria al Ministero per i beni e le attività culturali.
Il D.P.R. 29 dicembre 2000, n. 441 ha introdotto il Regolamento organizzativo di detto ministero.

## Compiti del Comitato
Come compito precipuo il Comitato provvede allo studio delle materie attinenti al diritto di autore ad esso connessi e dà pareri sulle questioni relative quando ne sia richiesto dal Ministro.
Sulla base del Decreto legge n. 68/2003, il Comitato ha assunto compiti conciliativi per le controversie che nascano dall'interpretazione della direttiva 2001/29 CE.
La spinta data dalla necessità di adattare la normativa alle innovazioni tecnologiche anche dal punto di vista terminologico ha fatto nascere all'interno del Comitato, una Commissione speciale per la revisione e l'aggiornamento della legge 633/1941 per effettuare una ricognizione sistematica dell'intera normativa in tale ambito vigente.

## La proposta del 2005
Il comitato nel corso del 2005 ha elaborato una proposta di modifica della legge sul diritto d'autore che tende ad accentuare il ruolo della SIAE.

## Nuovi compiti
Dal 2007, con la nomina a presidente del prof. Alberto Maria Gambino, il Comitato si è orientato specialmente all'inventario della legislazione esistente per realizzare l'adeguamento anche terminologico alle innovazioni tecnologiche.

## Critiche al Comitato
Nei confronti del comitato era stata avanzata la critica che la sua composizione risentisse ancora dell'impostazione corporativa originaria, e non riflettesse il mondo degli utenti e delle biblioteche. Accogliendo questo tipo di istanze, le nuove Commissioni istituite dal prof. Gambino si avvalgono anche del contributo portato dalle Associazioni dei Consumatori e di altre associazioni che da tempo si interessano a questo problema. In effetti, in data 18 settembre 2007, il presidente prof. Gambino ha incontrato una delegazione di Frontiere digitali, attivando così un tavolo di confronto con le associazioni degli utenti.

## Le commissioni speciali, i gruppi di lavoro di riforma e la commissione ristretta
Il presidente del Comitato Consultivo Permanente per il diritto d'autore, prof. Alberto Maria Gambino, ha disposto l'istituzione di due Commissioni speciali, l'una relativa al rapporto tra nuove tecnologie e proprietà intellettuale e l'altra per la revisione della legge sul diritto d'autore.
In data 8 ottobre 2007 il prof. Alberto Maria Gambino, ha nominato i componenti: ne faranno parte docenti del settore, esperti dell'industria culturale e una delegazione di Frontiere digitali. Il 25 ottobre 2007 hanno preso avvio i lavori delle Commissioni che hanno formato una decina di gruppi di lavoro con l'intento di offrire nel giro di un paio di mesi uno studio sulla riforma del diritto d'autore. La stampa si sta diffusamente occupando dei lavori di riforma. Attualmente i dieci gruppi di esperti riuniti in seduta permanente hanno individuato i temi sui quali il legislatore potrà intervenire attraverso il riassetto della normativa sul diritto d autore. Si tratta di una serie di interventi normativi che vanno dall'ampliamento della nozione di opera dell'ingegno, con l'estensione, ad esempio, alle opere multimediali, all'aggiornamento alle nuove tecnologie della sezione sull'utilizzazione economica dell'opera, fino all'approfondimento del sistema delle libere utilizzazioni. C'è poi il tema del file sharing e delle creative commons su cui si sta sviluppando un vivace dibattito. Dal 14 novembre 2007, digitando il link https://web.archive.org/web/20090614095119/http://commissionedirittoautore.info/wiki/ chiunque aveva qualche buona idea da proporre, ha trovato sul sito la bozza su cui sta lavorando la Commissione insediata al Ministero dei Beni culturali e poteva integrarla ed emendarla on line.
In data 18 dicembre 2007, alla presenza del Comitato riunito in Adunanza generale, delle Commissioni e dei Gruppi di lavoro, il Presidente Gambino ha consegnato al Ministro per i beni e le attività culturali il documento contenente "Proposte per una riforma del Diritto d'autore" In data 29 gennaio 2008 è stata nominata una Commissione ristretta, formata dagli esperti e dai rappresentanti istituzionali in seno al Comitato, con il compito di elaborare il Testo Unico di riassetto del Diritto d'autore, i cui primi dieci articoli sono stati consegnati per l'esame del Comitato nell'adunanza del 26 maggio 2008. Con l'insediamento del nuovo governo di centrodestra e con l'avvio di un tavolo antipirateria alla Presidenza del Consiglio sembra essersi chiusa l'interessante stagione di dialogo e confronto tra tutte le parti coinvolte dal prof. Alberto Gambino, con il tramonto pressoché definitivo di giungere a soluzioni condivise anche dalla comunità e dagli operatori della rete. Si veda il riemergere delle critiche più accese al nuovo corso governativo sulla tutela autoriale.
Il 28 maggio 2009 si è insediata presso il Ministero per i beni e le attività culturali, Direzione Generale per i beni librari, gli istituti culturali e il diritto d'autore, Servizio IV, la Commissione speciale, costituita dal prof. Gambino, presidente del Comitato consultivo permanente per il diritto d'autore, che dovrà rideterminare i compensi spettanti ai titolari dei diritti, in vista dell'elaborazione del decreto relativo alla quota spettante ai titolari di diritti d'autore sugli apparecchi di registrazione, analogici e digitali. La Commissione ha il delicato compito di rivedere la norma transitoria costituita dall'art. 39 del Decreto Legislativo 9 aprile 2003, n. 68 che aveva stabilito fino al 31 dicembre 2005, e comunque fino all'emanazione del nuovo decreto, il contributo per la copia privata (File sharing), individuando le tipologie di supporti per i quali il contributo è dovuto. Successivamente il D.M. 30 dicembre 2009 del Ministero per i beni e le attività culturali di rideterminazione del contributo per la copia privata ha previsto il prelievo di una somma forfettaria su ogni apparecchio di memoria venduto, commisurata all'estensione della memoria stessa, da attribuire alla Siae che poi la ripartirà tra i titolari dei diritti di privativa, con ciò consacrando una sorta di riparazione preventiva e presuntiva per l'eventualità che con tali dispositivi si copino opere coperte da privative.

## Presidenti del Comitato Consultivo Permanente
| Presidente            | Periodo   | Note   |
| --------------------- | --------- | ------ |
| Filippo Pasquera      | 1957-1961 |        |
| Andrea Torrente       | 1964      |        |
| Carmelo Spagnuolo     | 1968      |        |
| Giuseppe Flore        | 1971-1993 |        |
| Alberto de Roberto    | 1994-2001 |        |
| Corrado Calabrò       | 2002-2005 |        |
| Giuseppe Corasaniti   | 2005-2006 |        |
| Alberto Maria Gambino | 2007-2010 |        |
| Paolo Marzano         | 2010-     |        |
| Marco Ricolfi         | 2019-     | [ 18 ] |